# Alessandro Tiberi
Alessandro Tiberi (Roma, 28 giugno 1977) è un attore e doppiatore italiano.

## Biografia
Figlio dell'attore e doppiatore Piero Tiberi, inizia a lavorare come doppiatore e a recitare sin da piccolo. È lunga la lista di attori del cinema che Tiberi ha doppiato. Tra questi vi sono Leonardo DiCaprio, Eddie Kaye Thomas, Tobey Maguire e Jeremy Davies. Numerosi anche i doppiaggi di serie televisiva, tra le quali Genitori in blue jeans, Gli Osbourne, Settimo cielo e Una mamma per amica. Di Tiberi la voce di Ataru Moroboshi nell'anime Lamù e di Fievel nel film d'animazione Fievel sbarca in America. Nella serie Smallville, per tre stagioni (2002-2004), ha doppiato Samuel Jones III e nella serie TV Nikita ha doppiato Matthew Ferguson.
Nelle vesti di attore ha iniziato nel 1990 con una parte nel film Ultrà. Seguono altre partecipazioni più o meno rilevanti in: Ci hai rotto papà, The House of Chicken, Piovono mucche, Ascolta la canzone del vento, Forse sì... forse no..., Scrivilo sui muri e Aspettando il sole. Ottiene un ruolo da protagonista nel 2009 per Generazione 1000 euro. Nel 2005 ottiene un ruolo nella miniserie TV Ho sposato un calciatore. Sempre sul piccolo schermo ha un ruolo da protagonista interpretando lo stagista Alessandro nella serie TV Boris (2007-2010), vero cult televisivo, in onda sul canale satellitare Fox e la miniserie TV Quo vadis, baby?.
Nel 2012 è uno dei protagonisti di To Rome with Love di Woody Allen ed è nel cast di Immaturi - Il viaggio di Paolo Genovese; vince inoltre il premio per la migliore interpretazione maschile al Festival di Annecy per il film Workers - Pronti a tutto di Lorenzo Vignolo. Dal 2015 al 2018 è uno dei protagonisti della serie Tutto può succedere, mentre nel 2019 doppia Drake Mallard cioè Darkwing Duck nel reboot di DuckTales.

## Teatrografia
- Quando il marito va a caccia, regia di Piero Maccarinelli (1996-1998)
- La partitella di G. Manfridi, regia di Piero Maccarinelli (1997-1998)
- Cirano, regia di Riccardo Cavallo (1998-1999)
- Le relazioni pericolose, regia di Riccardo Cavallo
- Elettra di Sofocle, regia di Walter Pagliaro (1999)
- Ero purissima, regia di Eleonora Danco (2003-2005)
- Silenzio, regia di Eleonora Danco (2006)
- Costellazioni, regia di Silvio Peroni (2013–2014)

## Filmografia

### Cinema
- Ultrà, regia di Ricky Tognazzi (1991)
- Ci hai rotto papà, regia di Castellano e Pipolo (1993)
- Briganti - Amore e libertà, regia di Marco Modugno (1993)
- The House of Chicken, regia di Pietro Sussi (2001)
- Piovono mucche, regia di Luca Vendruscolo (2002)
- L'apparenza, cortometraggio, regia di Davide Dapporto (2003)
- Ascolta la canzone del vento, regia di Matteo Petrucci (2003)
- Forse sì... forse no..., regia di Stefano Chiantini (2004)
- Una piccola storia, regia di Stefano Chiantini (2007)
- Scrivilo sui muri, regia di Giancarlo Scarchilli (2007)
- Aspettando il sole, regia di Ago Panini (2008)
- L'amore non basta, regia di Stefano Chiantini (2008)
- Generazione 1000 euro, regia di Massimo Venier (2009)
- Boris - Il film, regia di Luca Vendruscolo (2011)
- Immaturi, regia di Paolo Genovese (2011)
- Immaturi - Il viaggio, regia di Paolo Genovese (2012)
- To Rome with Love, regia di Woody Allen (2012)
- Workers - Pronti a tutto, regia di Lorenzo Vignolo (2012)
- Pazze di me, regia di Fausto Brizzi (2013)
- Storie sospese, regia di Stefano Chiantini (2015)
- Nove lune e mezza, regia di Michela Andreozzi (2017)
- Tu mi nascondi qualcosa, regia di Giuseppe Loconsole (2018)
- Pensati sexy, regia di Michela Andreozzi (2024)

### Televisione
- Non lasciamoci più, regia di Vittorio Sindoni – serie TV (2001)
- Ho sposato un calciatore, regia di Stefano Sollima – miniserie TV (2005)
- Distretto di polizia 6, regia di Antonello Grimaldi – serie TV (2006)
- Boris, regia di Luca Vendruscolo – serie TV (2007)
- Quo vadis, baby?, regia di Guido Chiesa – miniserie TV (2008)
- Boris 2, sceneggiatura e regia di Giacomo Ciarrapico, Mattia Torre e Luca Vendruscolo – serie TV (2008)
- R.I.S. 4 - Delitti imperfetti, regia di Pier Belloni – serie TV, episodio 4x01 (2008)
- Boris 3, regia di Davide Marengo, serie TV (2009)
- Volare - La grande storia di Domenico Modugno, regia di Riccardo Milani – serie TV (2013)
- Amore oggi – film TV (2014)
- Tutto può succedere – serie TV (2015 - 2018)
- Lontano da te – serie TV (2019)
- Al posto suo, regia di Riccardo Donna – film TV (2020)
- Passeggeri notturni – serie TV (2020)
- Boris 4, regia di Giacomo Ciarrapico e Luca Vendruscolo – serie TV (2022)
- Tina Anselmi - Una vita per la democrazia, regia di Luciano Manuzzi – docu-drama (2023)
- No Activity - Niente da segnalare – miniserie TV (2024)

### Cortometraggi
- Natura morta, regia di Cristiano Civitillo (2004)
- Cose che si dicono al buio, regia di Marco Costa (2004)
- Io e te, regia di Stefano Chiantini (2006)
- Sampras - Episodio pilota, regia di Luca Vendruscolo (2006)
- Lotta, regia di Daniele Anzellotti (2008)
- Avevamo vent'anni, regia di Ivan Silvestrini (2010)
- La mucca, il manzo, non è questo il punto, regia di Fabrizio Provinciali (2010)
- La vita è un'altra cosa, regia di Camilla Filippi (2011)
- Zinì e Amì, regia di Pierluca di Pasquale (2012)

## Doppiaggio

### Film
- Eddie Kaye Thomas in American Pie, American Pie 2, American Pie - Il matrimonio, American Pie: Ancora insieme, Dirty Love - Tutti pazzi per Jenny, American Trip - Il primo viaggio non si scorda mai
- Leonardo DiCaprio in Buon compleanno Mr. Grape, Poeti dall'inferno
- Paul Dano in The King, Little Miss Sunshine
- Tobey Maguire in Pleasantville
- David Krumholtz in Che fine ha fatto Santa Clause?
- Joseph Gordon-Levitt in 10 cose che odio di te
- Alex Vincent in La bambola assassina
- Stark Sands in A proposito di Davis
- Jonny Beauchamp in Stonewall
- Elijah Wood in Missione 3D - Game Over
- Andrew Knott ne Il giardino segreto
- Christopher Egan in Eragon
- Jack O'Connell in Money Monster- L'altra faccia del denaro
- Jeremy Davies in Salvate il soldato Ryan
- Justin Long in Herbie - Il super Maggiolino, Jeepers Creepers - Il canto del diavolo
- Pawel Szajda in Venom
- Robert Jayne in Tremors
- Ryan Toby in Sister Act 2 - Più svitata che mai
- Tom Schilling in  I ragazzi del Reich
- Leo Gregory in Hooligans
- Jay Baruchel in Humane

### Serie televisive
- Michael Copon in Power Rangers Time Force
- Frankie Muniz in Malcolm
- Kirk Acevedo in Band of Brothers - Fratelli al fronte
- Alex Hassell in The Boys
- Milo Ventimiglia in Una mamma per amica (stagioni 4/6)
- Chad McNamara in Doodlebops
- Varun Dhawan in Citadel: Honey Bunny

### Film d'animazione
- Andromeda in I Cavalieri dello zodiaco - La dea della discordia, I Cavalieri dello zodiaco - L'ardente scontro degli dei, I Cavalieri dello zodiaco - La leggenda dei guerrieri scarlatti e I Cavalieri dello zodiaco - L'ultima battaglia (ed. 1999-2000)
- Fievel Toposkovich in Fievel sbarca in America
- Michele in Le avventure di Peter Pan (ed. 1986)
- Beniamino in Giuseppe - Il re dei sogni
- Eric il sintodrone in Kim Possible - La sfida finale
- Alexander ne Nel paese delle creature selvagge
- White in Pokémon 4Ever
- Lem in Planet 51

### Cartoni animati e anime
- Drake Mallard/Darkwing Duck in DuckTales
- A.J. in Due fantagenitori
- Jake Spidermonkey Quella scimmia del mio amico
- Micro Ice in Galactik Football
- Protoman in MegaMan NT Warrior, MegaMan NT Warrior Axess
- Takumi Fujiwara in Initial D
- Ataru Moroboshi in Lamù (ep. 143-195)
- Will Scarlett in Il giovane Robin Hood
- Nevin in Gli avventurieri del tempo
- Will Du e Hirotaka in Kim Possible
- Julian Ross in Holly & Benji Forever
- Daihakusei in Ranma ½ - Le sette divinità della fortuna
- Nobuyuki in Chi ha bisogno di Tenchi?
- Shelton (1ª voce) in The Replacements - Agenzia sostituzioni
- Makoto Mizuhara in El Hazard: The Magnificent World
- Kazu Shinada in Il destino di Kakugo
- Tadashi in Harlock Saga
- Shinya Yokozawa in Terrestrial Defense Corp. Dai-Guard